# تریکا دای
تریکا دای (انگلیسی: Tericka Dye؛ زاده ۱۰ نوامبر ۱۹۷۲) بازیگر پورنوگرافی است.